# Desa Karanganyar (administrativ by i Indonesien, Jawa Tengah, lat -7,57, long 109,81)
Desa Karanganyar är en administrativ by i Indonesien.   Den ligger i provinsen Jawa Tengah, i den västra delen av landet, 400 km öster om huvudstaden Jakarta. Desa Karanganyar ligger vid sjön Waduk Wadaslintang.